# الجامعة الأمريكية (باراغواي)
الجامعة الأمريكيّة وتردُ في مصادر أخرى باسم جامعة أمريكانا هي جامعة خاصة تقع في باراغواي. تأسَّست في 1994، تمتلك الجامعة منشأتين تدريسيتين في أسونسيون، أحدهما في سيوداد ديل إستي والآخر في إنكارناسيون. تضمُّ 4000 طالب وأكثر من 200 أستاذ.

## الكليات
يوجد بالجامعة أربع كليات:
- كلية القانون والعلوم الاجتماعية
- كلية العلوم الاقتصادية والأعمال
- كلية الاتصال والفنون والتكنولوجيا
- كلية العلوم الصحية

## خريجون متميّزون
فيما يلي قائمة بأبرز خريجي الجامعة:
- ألبا ريكيلمي
- أنسوني ليمانز
- إيفان زافالا
- لرين فرانكو
- روكي سانتا كروز
- ماركو تروفاتو
- لوسيا سابينا
- سول كارتيس
- نادية فيريرا
- أنيك فاسكن
- جازمين ميرنس
- ماجالي كاباليرو
- سوليداد كاردوزو
- مارسيا فرانكو
- بابلو تومي
- إيفان أرتورو توريس
- ييروتي جارسيا
- مارسيلو ميدينا
- روسانا مازو
- باولا جيسيل باغز سيجل
- ديفاني كاسيريس

## روابط خارجية
- الموقع الرسمي باللغة الإسبانية